# Su’ud ibn Abd al-Aziz Al Su’ud
Su’ud ibn Abd al-Aziz Al Su’ud (ur. 15 stycznia 1902 w Kuwejcie, zm. 23 lutego 1969 w Atenach) – najstarszy syn Abd al-Aziza ibn Su’uda, twórcy i pierwszego króla Arabii Saudyjskiej oraz Wadhy bint Muhammad al-Hazam. Król Arabii Saudyjskiej w latach 1953-1964.
Jego rządy spotkały się z niechętną reakcją królewskiej rodziny – oskarżano go o zbytnie trwonienie funduszy w okresie, gdy gospodarka Arabii Saudyjskiej nie była jeszcze ustabilizowana, o skłonności nepotystyczne (promował własnych synów odsuwając w tym celu od stanowisk swoich braci) oraz o chwiejną i nieudolną politykę zagraniczną. Postrzegano go często jako przeciwieństwo Fajsala, religijnego i oszczędnego.
Odsunięto go od władzy 28 marca 1964 roku, w rezultacie spisku rodzinnego, w wyniku którego królem został Fajsal. Su’ud udał się na emigrację do Egiptu. Zmarł w 1969 roku w Grecji.